# Ianisera trepidus
Ianisera trepidus är en kräftdjursart som beskrevs av Brian Frederick Kensley 1976. Ianisera trepidus ingår i släktet Ianisera och familjen Janiridae. Inga underarter finns listade i Catalogue of Life.